# Astronomisches Jahrbuch
Ein Astronomisches Jahrbuch bzw. Almanach ist ein jährlich erscheinendes Buch, in dem alle im folgenden Jahr stattfindenden astronomischen Ereignisse und/oder der zeitliche Verlauf der Planeten- bzw. Sternörter aufgelistet sind.
In den letzten Jahrzehnten wurden viele der in einzelnen Staaten publizierten Jahrbücher zu internationalen Publikationen zusammengeschlossen. Heute werden sie nicht immer (oder nur in Teilen) als Druckwerke herausgegeben, sondern auch im Internet publiziert.

## Inhalte
Bei diesen Ephemeriden der wichtigsten Himmelskörper richtet sich die Länge und Genauigkeit der jeweiligen Tabellen nach dem Verwendungszweck und nach der gewünschten Effizienz beim  Interpolieren zwischen den Spalten oder Zeilen. Der wichtigste Parameter ist hierbei das Tafelintervall, das üblicherweise
- beim Mond zwischen 1 Stunde und 1 Tag liegt,
- bei Sonne und Merkur 1 bis 10 Tage
- bei Venus, Mars und Kleinplaneten 5 bis 20 Tage
- bei Jupiter, Saturn und den äußeren Planeten etwa 10 bis 30 Tage
- und bei den Fundamentalsternen 1 bis 10 Tage.

Die Argumente (Zeitpunkte) der tabulierten Koordinaten beziehen sich entweder auf Terrestrische Zeit (Sonne, Planeten) oder auf genäherte Weltzeit, für die auch Tagesbruchteile üblich sind. Fundamentalsterne werden oft nach ihrer Greenwich- Kulmination tabuliert, sodass die Tafelintervalle 1 oder 10 Sterntagen entsprechen.
Astronomische Jahrbücher können international ausgelegt sein (z. B. für die wissenschaftliche Astrometrie) oder für eine bestimmte Region (vor allem für Liebhaberastronomen).
Neben den tabellarischen Daten enthält ein astronomisches Jahrbuch meist auch Angaben über Sonnen- und Mondfinsternisse sowie über Sternbedeckungen (durch Mond und Planeten) und eine Einführung in die wissenschaftlichen Grundlagen. Viele Werke geben auch Beobachtungshinweise, insbesondere für seltene Himmelserscheinungen.

## Verbreitete astronomische Jahrbücher

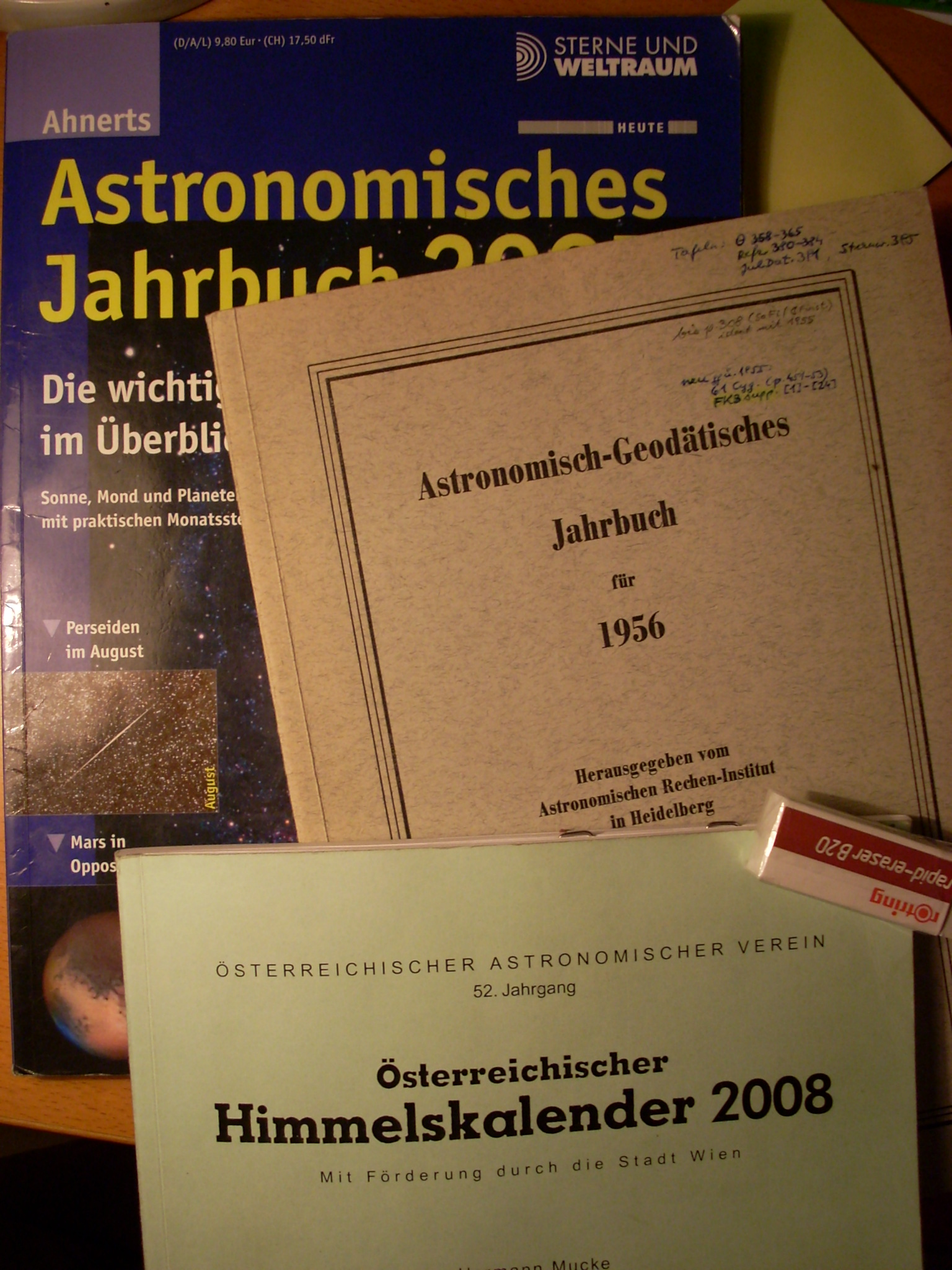
Zwei speziell für Amateurastronomen konzipierte Jahrbücher und das umfangreiche Jahrbuch des Heidelberger Recheninstituts

Bekannte Beispiele für astronomische Jahrbücher sind:

### Professionelle Astronomie
- Nautical Almanac International, für die astronomische Navigation und für genäherte astro-geodätische Berechnungen (Himmelsörter auf 0,1′ Genauigkeit)
- Astronomical Almanac – seit 1960 das offizielle Jahrbuch der Internationalen Astronomischen Union (IAU) und IUGG
- Berliner Astronomisches Jahrbuch, dessen Vorgänger (1776–1960) – das erste Astro-geodätische Jahrbuch hoher Präzision (Sternörter auf 0,01″ genau, Planeten auf 0,1″)
- Astronomisch-Geodätisches Jahrbuch (vulgo „Heidelberger Jahrbuch“, bis 1959) mit einem Schwerpunkt für die Geodäsie
- Connaissance des temps, Frankreich, erscheint seit 1679
- Astronomitscheski Jeschegodnik, Russland, erscheint seit 1921.

### Amateurastronomie
- Himmelsjahr, Kosmos-Verlag
- Der Sternenhimmel (in der Schweiz als „Naef“ bekannt), Kosmos-Verlag
- Österreichischer Himmelskalender, Astronomisches Büro Wien (1958–2019)
- Astronomischer Almanach für Österreich (ab 2020)
- Kalender für Sternfreunde (DDR 1948–1990), Kurzbezeichnung Ahnert, bis 2014 als Ahnerts Astronomisches Jahrbuch im SuW-Verlag Heidelberg.